# Brody Sutter
Brody Sutter, född 26 september 1991, är en kanadensisk professionell ishockeyspelare som tillhör NHL-organisationen Carolina Hurricanes och spelar för deras primära samarbetspartner Charlotte Checkers i American Hockey League (AHL). Han har tidigare spelat på lägre nivåer för Florida Everblades i ECHL och Saskatoon Blades och Lethbridge Hurricanes i Western Hockey League (WHL).
Sutter draftades i sjunde rundan i 2011 års draft av Carolina Hurricanes som 193:e spelare totalt.
Han är medlem i den berömda ishockeysläkten Sutter och är son till den fyrfaldiga Stanley Cup-mästaren Duane Sutter som vann samtliga fyra på raken med dynastilaget New York Islanders mellan 1979-1980 och 1982-1983.

## Statistik
| 2007–2008   | Calgary Buffaloes     | AMHL        | 32  | 8  | 11 | 19  | 24  | 12 | 4 | 6 | 10 | 4 |
| 2008–2009   | Saskatoon Blades      | WHL         | 18  | 0  | 2  | 2   | 4   | —  | — | — | —  | — |
|             | Lethbridge Hurricanes | WHL         | 30  | 4  | 3  | 7   | 7   | 10 | 0 | 0 | 0  | 2 |
| 2009–2010   | Lethbridge Hurricanes | WHL         | 72  | 5  | 9  | 14  | 42  | —  | — | — | —  | — |
| 2010–2011   | Lethbridge Hurricanes | WHL         | 46  | 18 | 24 | 42  | 35  | —  | — | — | —  | — |
| 2011–2012   | Lethbridge Hurricanes | WHL         | 65  | 30 | 30 | 60  | 49  | —  | — | — | —  | — |
|             | Charlotte Checkers    | AHL         | 4   | 1  | 0  | 1   | 0   | —  | — | — | —  | — |
| 2012–2013   | Charlotte Checkers    | AHL         | 23  | 3  | 2  | 5   | 13  | 5  | 2 | 3 | 5  | 2 |
|             | Florida Everblades    | ECHL        | 37  | 8  | 8  | 16  | 13  | —  | — | — | —  | — |
| 2013–2014   | Charlotte Checkers    | AHL         | 69  | 8  | 20 | 28  | 29  | —  | — | — | —  | — |
| 2014–2015   | Carolina Hurricanes   | NHL         | 4   | 0  | 0  | 0   | 0   | —  | — | — | —  | — |
|             | Charlotte Checkers    | AHL         | 17  | 3  | 3  | 6   | 11  | —  | — | — | —  | — |
| NHL totalt  | NHL totalt            | NHL totalt  | 4   | 0  | 0  | 0   | 0   | —  | — | — | —  | — |
| AHL totalt  | AHL totalt            | AHL totalt  | 113 | 15 | 25 | 40  | 53  | 5  | 2 | 3 | 5  | 2 |
| ECHL totalt | ECHL totalt           | ECHL totalt | 37  | 8  | 8  | 16  | 13  | —  | — | — | —  | — |
| WHL totalt  | WHL totalt            | WHL totalt  | 231 | 57 | 68 | 125 | 137 | 10 | 0 | 0 | 0  | 2 |